# Гестиеотида
Гестиеотида (Гестиотида, Гестиэотида, Гистиеотида, др.-греч. Ἑστιαιῶτις ή Ἱστιαιῶτις) — западная, примыкающая к Эпиру, часть древней Фессалии между Пиндом и Македонией. Название является племенным. Согласно Страбону получила название от гистиейцев, которых вытеснили оттуда перребы. Являлась одной из четырёх областей (тетрархией, тетрадой), на которые делилась Фессалия, наряду с Пеласгией (Пеластиотидой), Фессалиотидой и Фтиотидой. Входила в Фессалийский союз.